# Trachycephalus imitatrix
Trachycephalus imitatrix är en groddjursart som först beskrevs av Miranda-Ribeiro 1926.  Trachycephalus imitatrix ingår i släktet Trachycephalus och familjen lövgrodor. IUCN kategoriserar arten globalt som livskraftig. Inga underarter finns listade i Catalogue of Life.